# Joseph Henry
Joseph Henry (ur. 17 grudnia 1797 w Albany, zm. 13 maja 1878 w Waszyngtonie) – amerykański fizyk.

## Życiorys
Był profesorem College of New Jersey (obecnie Uniwersytet w Princeton). Niezależnie od Faradaya odkrył zjawisko indukcji elektromagnetycznej i samoindukcji, jednak w publikacji wyników został przez Faradaya uprzedzony. Usprawnił elektromagnes, stosując (jako pierwszy) drut izolowany, dzięki czemu mógł nawijać na rdzeń wiele zwojów i nie następowało między nimi przebicie. Stosując tę technikę, skonstruował dla Uniwersytetu Yale najsilniejszy wówczas elektromagnes (mogący unieść 1040 kg). W 1831 zbudował jedno z pierwszych urządzeń wykorzystujących elektryczność do generowania ruchu.
W 1848 wraz ze Stephenem Alexandrem stwierdził, że plamy słoneczne są chłodniejsze od ich otoczenia. Badał również zjawiska związane z akustyką pomieszczeń, na przykład pogłos.
W latach 1846–1878 był sekretarzem Instytutu Smithsona.

## Upamiętnienie
Od jego nazwiska jednostkę indukcyjności w układzie SI nazwano henr (H).